# Буроголовая гаичка
Буроголо́вая га́ичка, или пухля́к (лат. Poecile montanus), — небольшая подвижная синица, населяющая зону лесов Европы и Азии. В отличие от близкой родственницы черноголовой гаички, больше тяготеет к хвойному лесу и по этой причине встречается в более северных широтах. Реже других синиц встречается в местах обитания человека, отдавая предпочтение глухим участкам леса, сплошной тайге и заросшим берегам рек. Однако чаще многих других синиц проявляет любопытство к человеческому присутствию и питается остатками пищи человека. Ведёт оседлый образ жизни. Питается беспозвоночными и их личинками, а также семенами растений. Птичьи кормушки посещает редко. Гнездится невысоко над землёй в дуплах мёртвых деревьев или пнях, в апреле — мае. Дупла выщипывает сама либо использует уже готовые. В кладке 5—9 белых с красноватыми крапинами яиц.
Одна из самых распространённых синиц. По общей численности уступает лишь большой синице, а в средней Сибири порой обычна и встречается чаще, чем какая-либо другая птица из этого семейства. Русское название пухляк получила за манеру сильно распушать оперение в ненастную погоду.
Вплоть до недавнего времени рассматривалась как относящаяся к роду синиц (Parus), сейчас гаички выделены в отдельный род Poecile.

## Описание

### Внешний вид
Небольшая птица плотного телосложения, с большой головой, короткой шеей и невзрачным серовато-бурым оперением. Длина тела 12—14 см, размах крыльев 16—22 см, масса 9—14 г. Верх головы и затылок матово-чёрные (но не бурые, как можно определить по названию), при этом шапочка заходит далеко назад на переднюю часть спины. Остальной верх — бо́льшая часть спины, плечи, средние и малые кроющие крыла, поясница и надхвостье буровато-серые. Большие кроющие имеют тот же цвет, однако более тёмный оттенок в средней части. Щёки, кроющие ушей беловатые. Бока шеи также беловатые, но имеют небольшой охристый оттенок. Передняя часть горла отмечена большим чёрным пятном — «манишкой». Низ грязновато—белый, с лёгким охристым налётом на боках и подхвостье. Клюв тёмно-бурый, ноги тёмно-серые.
В полевых условиях пухляк часто трудноотличим от черноголовой гаички, от которой его можно определить по матовой (а не блестяще-чёрной) шапочке, далеко заходящей назад, более крупному чёрному горловому пятну и сероватой продольной полоске на второстепенных маховых (у черноголовой гаички такая полоса отсутствует). Кроме того, наиболее яркой отличительной характеристикой этих двух птиц служит различная вокализация.

### Голос
Вокальный репертуар пухляка не столь разнообразен, как у близкой ему черноголовой гаички. Различают два основных типа песни: демонстративную, которая используется для привлечения партнёра, и территориальную для маркировки гнездового участка. Демонстративная песня представляет собой серию размеренных меланхоличных свистов «тии..тии..тии…» или «тьи..тьи..тьи…» на одной высоте либо с повышением тона. Этот свист, исполняемый самцом и самкой, несколько различается среди равнинных и горных популяций, но может включать в себя и вариации обоих типов. В альпийском поясе Альп и Карпат пение более мягкое и продолжительное, состоит до семи монотонных слогов. Пение можно услышать круглогодично, однако наиболее интенсивно оно проявляется с февраля до конца весны, а также во второй половине лета. Территориальная песня более тихая, похожа на булькающую трель в сочетании с прерывистым писком. Она больше характерна для самцов, нежели для самок. Кроме двух основных типов, ряд орнитологов также выделяет «журчащую» песню, которую издаёт самец при ухаживании за самкой. Наиболее частая позывка — типичное для синиц высокое «ци-ци», за которым часто следует более грубое и дребезжащее «джээ..джээ..джээ».

## Распространение

### Ареал
Область распространения охватывает зону лесов Евразии к востоку от Великобритании и центральных районов Франции (бассейн Сены, среднее и нижнее течение Луары) до побережья Тихого океана и Японских островов. На севере встречается до границы древесной растительности, достигая лесотундры — в Скандинавии и Финляндии до 69—70° с. ш., европейской части России и Западной Сибири до Енисея до 68° с. ш., восточнее до 66-й параллели.
На юге достигает полосы лесостепи и в отдельных случаях степи. Во Франции встречается до 46° с. ш., в центральной Европе до южной окраины Альп, Балканских, Родопских гор и южных подножий Карпат. На Украине южная граница ареала проходит южнее Волыно-Подольской возвышенности, через Киевскую, Полтавскую и Харьковскую области, в России через Воронежскую, Пензенскую, Саратовскую, Самарскую и Оренбургскую. Восточнее граница проходит через Казахстан в районе 52-й параллели, Каркаралинск и хребет Саур, далее Монгольский и Гобийский Алтай, Хангай, Хэнтэй, среднюю часть Большого Хингана, северное побережье Жёлтого моря. За пределами материка встречается на островах Великобритания, Сахалин, Хоккайдо, Хонсю и возможно северных Курильских.

### Места обитания
Меньше других синиц склонна к антропогенным ландшафтам и редко встречается вблизи жилья человека. Основной биотоп — горные и равнинные хвойные и смешанные леса с участием сосны, ели и лиственницы, часто глухие, заболоченные участки и поймы рек. В Сибири населяет сплошную темнохвойную тайгу, сфанговые болота, на северной границе тундры ивняки и ольховые кустарниковые заросли. В лесостепи Южной Сибири селится среди посадок сибирского кедра. В средней Европе встречается преимущественно в пойменных лесах среди кустарниковой растительности, в небольших рощицах, на опушках. В горах встречается вплоть до границы древесной растительности — в Европе в среднем до 2000 м, на Алтае до 2300 м, в китайском Тянь-Шане до 2745 м над уровнем моря. Вне сезона размножения поднимается и значительно выше — например, в Тибете зарегистрированы встречи пухляков на высоте 3840 и 3960 м над уровнем моря.

## Размножение

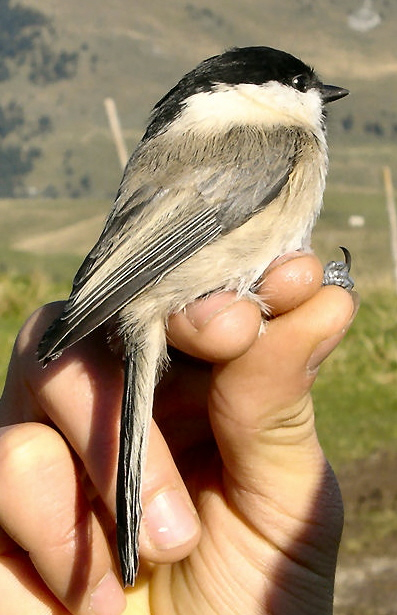
Лучше синица в руках…

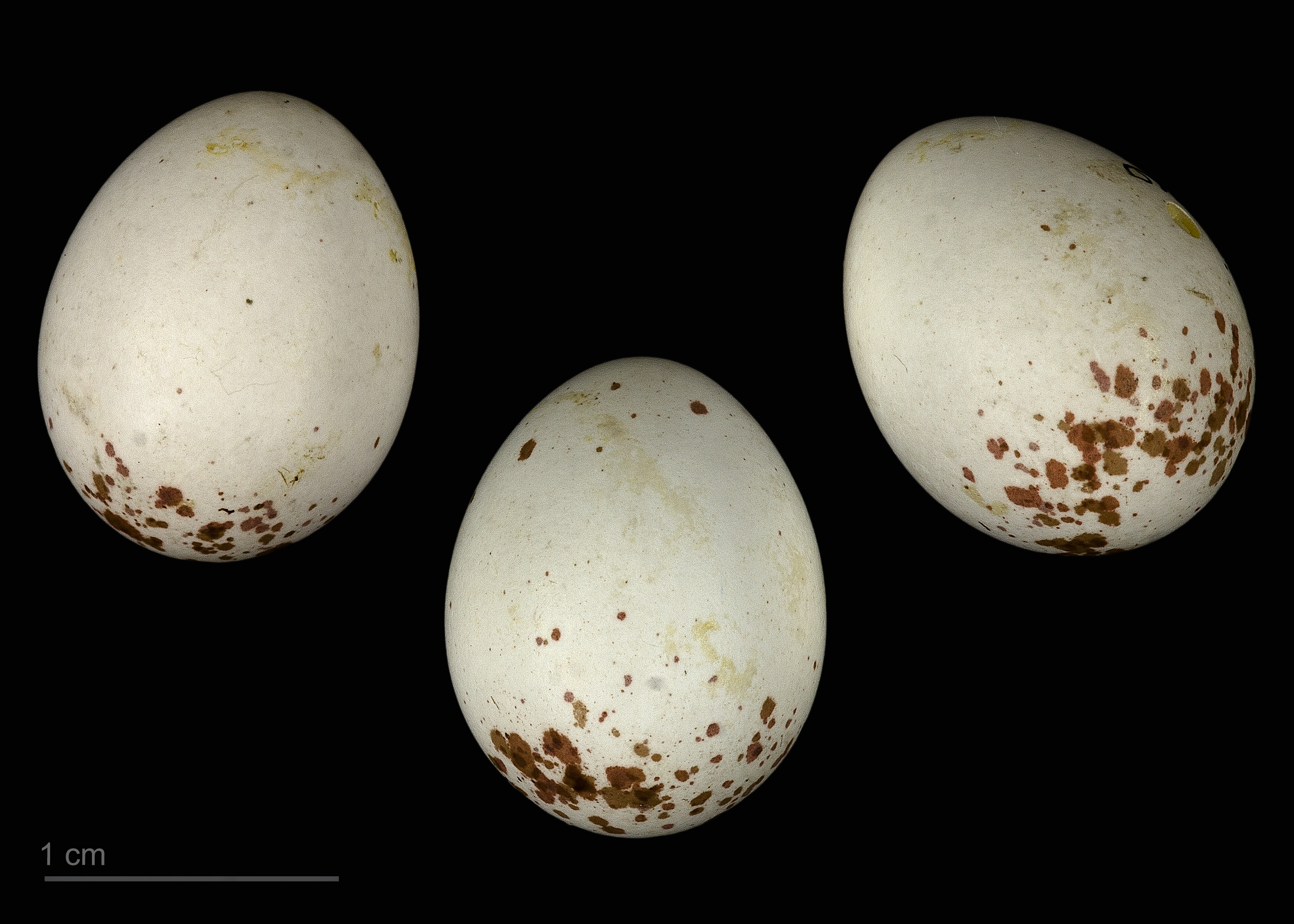
яйцо Poecile montanus borealis - Тулузский музеум

Сезон размножения начинается в апреле — мае, в июле появляются лётные птенцы. Пары образуются зимой в первый год жизни и, как правило, сохраняются до тех пор, пока один из партнёров не погибает. Во время ухаживания самец поёт и гоняется за самкой, обе птицы потряхивают крыльями и выгибаются. Спариванию предшествует демонстративное подношение корма, сопровождаемое журчанием самца и позывками самки. Гнездится на одном и том же участке площадью до 9 га, который охраняет в течение всего года. Гнездо устраивается в гнилом стволе или пне мёртвого дерева (обычно берёзы, осины, ольхи, лиственницы) на высоте до 3 м над землёй. Часто гнездо расположено совсем низко, на высоте не более метра. Как и хохлатая синица, буроголовая гаичка предпочитает выдолбить (или скорее выщипать) гнездо самостоятельно, однако в случае неудачи может использовать уже готовые естественные пустоты либо старые гнёзда хохлушек, малого пёстрого дятла либо свои собственные, предварительно углубив и очистив дупло. Реже занимают гайно белок, и лишь в исключительных случаях искусственные дуплянки.
Строительством и обустройством гнезда занимается исключительно самка; на это занятие уходит, как правило, от 4 до 12 дней, но при неблагоприятных условиях может растянуться до 25 дней. Глубина дупла 100—200 мм, диаметр лётного отверстия 25—35 мм. В отличие от других синиц, мох для внутренней отделки используется редко. Основной строительный материал — кусочки коры, берёста, полоски размочаленного луба, иногда шерсть и небольшое количество перьев. После окончания строительства делается перерыв на 1—5 дней. Обустройство лотка возобновляется с началом кладки — отложив первое яйцо, птица продолжает приносить мягкий материал в гнездо. В результате к началу насиживания яйца укрыты слоем подстилки. Кладка из 5—9 яиц, за редким исключением один раз в год. Яйца белые с красновато-коричневыми пятнами и крапинами, часто более густыми на тупом конце. Размеры яиц: (15—16) х (12—13) мм. Насиживает самка в течение 13—15 дней, в то время как самец кормит её и охраняет территорию. Иногда самка покидает гнездо и самостоятельно добывает себе корм.
Птенцы появляются асинхронно, обычно в продолжение двух или трёх дней. В первые дни они покрыты редким буровато-серым пухом на голове и спине, и имеют жёлтую либо коричневато-жёлтую полость клюва. Выкармливают потомство оба члена пары, принося добычу до 250—300 раз в сутки. Ночью и в прохладные дни самка неотлучно сидит в гнезде, обогревая птенцов. Способность к полёту появляется через 17—20 дней, однако и после этого в течение 12 дней птенцы неспособны добывать корм самостоятельно и полностью зависимы от родителей. Начиная с середины июля птенцы вместе с родителями сбиваются в смешанные кочующие стайки, куда помимо синиц могут входит поползни, пищухи и желтоголовые корольки. Зимой в группе гаичек всегда имеется определённая иерархия, в которой самцы доминируют над самками, а пары взрослых птиц над парами молодых Максимальный известный возраст пухляка — 8 лет 11 месяцев. В течение жизни птица придерживается одного и того же района, редко удаляясь от места своего рождения более, чем на 5 км.

## Питание
Питается мелкими беспозвоночными и их личинками, а также семенами и плодами. Летом рацион взрослых птиц разделён примерно поровну между животными и растительными кормами, а зимой до трёх четвертей состоит из пищи растительного происхождения, главным образом семян хвойных деревьев — сосны, ели и можжевельника. Молодняк выкармливается гусеницами бабочек, пауками и личинками пилильщиков с последующим добавлением растительных кормов. Взрослые особи в больших количествах поедают пауков, мелких жуков (особенно долгоносиков), бабочек на всех стадиях развития, равнокрылых, перепончатокрылых (пчёлы, осы), полужесткокрылых и двукрылых (мухи, комары, мошки). Также кормится сетчатокрылыми, ручейниками, муравьями, губоногими многоножками, сенокосцами, клещами, дождевыми червями и улитками.
Из растительной пищи, помимо вышеперечисленной, употребляет в пищу зерновые культуры — пшеницу, ячмень, овёс, кукурузу. Кормится семенами и плодами лопуха, берёзы, ольхи, хмеля, сивца лугового, василька лугового, пикульника, вейника, конского щавеля, льна, ягодами рябины, клюквы, черники, брусники, кизильника.
Кормится в среднем и нижнем ярусе леса, в том числе среди низкорастущей кустарниковой растительности и подлеска, однако на землю опускается редко. Часто эту птицу можно увидеть, свешанную головой вниз на очень тонкой веточке. Зимой разыскивает уснувших насекомых в укромных местах стволов и хвои деревьев. Активно в течение всего года делает запасы, пряча семена в щелях коры, между хвоинками, под лишайниками. Часть найденной пищи тут же перепрятывает, причём даже в зимний голодный период. Изредка посещает птичьи кормушки.

## Систематика и подвиды
Буроголовая гаичка под латинским названием Parus cinereus montanus была впервые описана в 1827 году швейцарским натуралистом Томасом Конрадом фон Балденштейном. Вплоть до недавнего времени большинство авторов рассматривали всех гаичек как подрод Poecile более обширного рода Синицы (Parus), а буроголовая гаичка именовалась Parus montanus.
Это название до сих пор широко используется в мире, однако анализ последовательности гена цитохрома-b митохондриальной ДНК, проведённый в 2005 году группой американских молекулярных биологов, показал более отдалённое родство этой группы птиц к остальным синицам, нежели это считалось ранее. В результате Американское общество орнитологов выступило с инициативой вернуть Poecile ранг рода, как это было принято в конце XIX века, и пухляка называть Poecile montanus.
Справочник «Путеводитель по птицам мира» выделяет 14 подвидов буроголовой гаички:
- P. m. affinis Przevalski, 1876 — северный и центральный Китай (северо-восточный Цинхай, Ганьсу, северный Сычуань, Нинся и юго-западный Шэньси).
- P. m. anadyrensis (Belopolski, 1932), анадырская буроголовая гаичка — российский Дальний Восток вдоль западного побережья Охотского моря.
- P. m. baicalensis Swinhoe, 1871 — Сибирь от бассейна Енисея и Алтайских гор на восток до побережье Охотского моря, северная Монголия, северо-западный (Синьцзян) и северо-восточный (Маньчжурия) Китай, Северная Корея.
- P. m. borealis (Sélys-Longchamps, 1843), северная буроголовая гаичка — Северная и Восточная Европа от Скандинавии, Финляндии, Прибалтики и Европейской части России на юг до западной Украины.

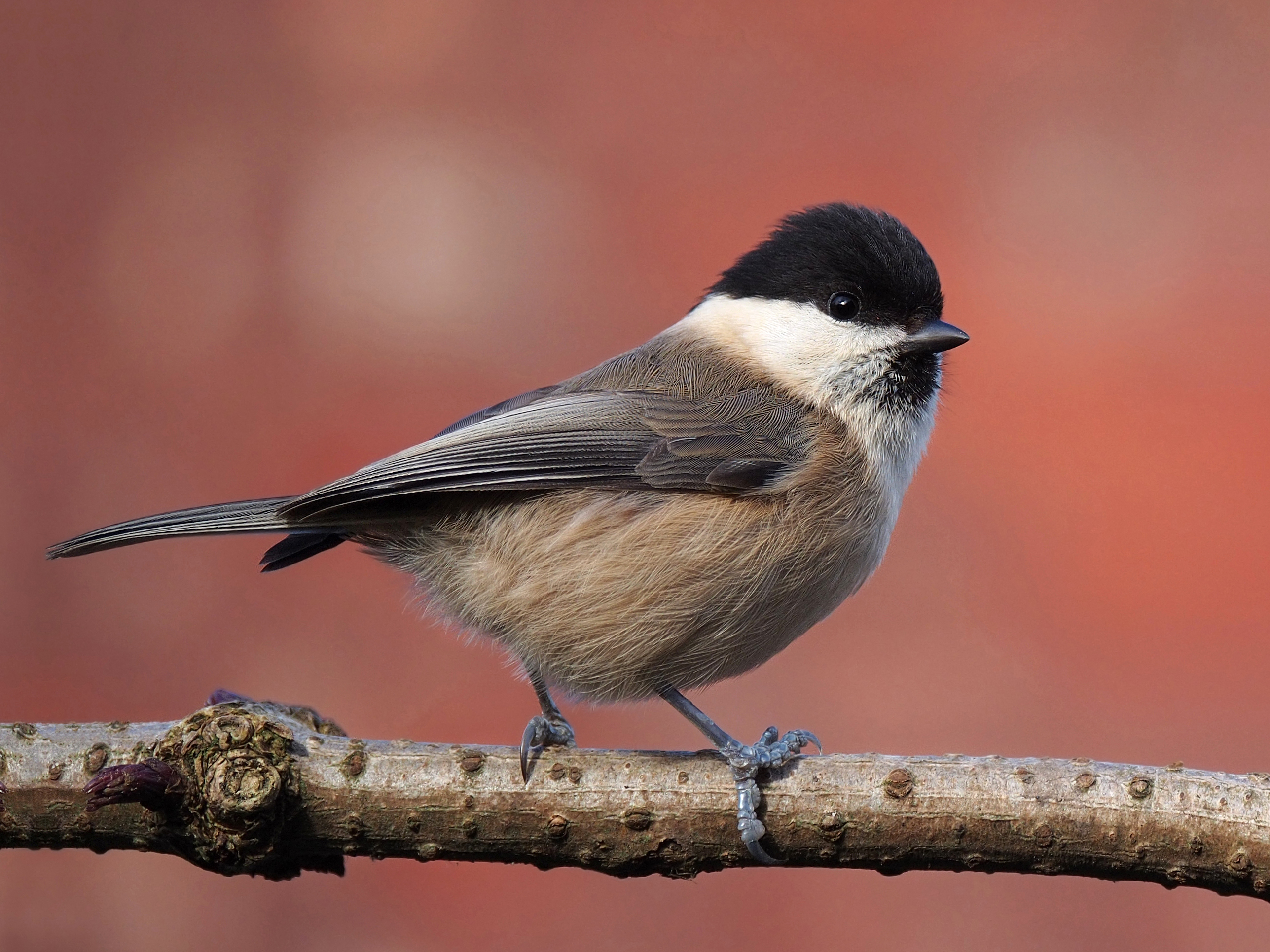
P. m. kleinschmidti

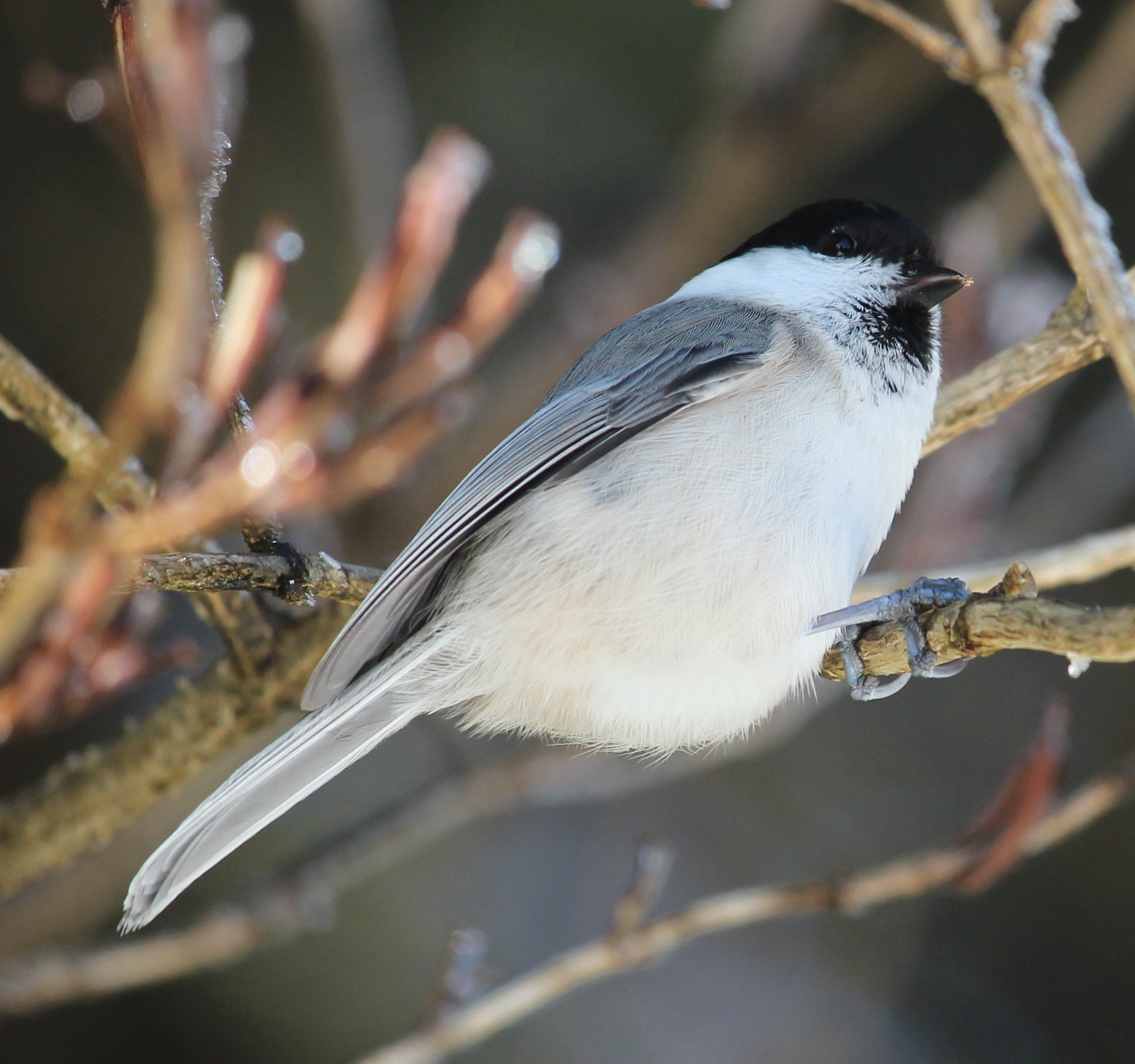
P. m. restrictus

- P. m. kamtschatkensis Bonaparte, 1850 — Камчатка.
- P. m. kleinschmidti (Hellmayr, 1900) — Британские острова.
- P. m. montanus (Conrad von Baldenstein, 1827) — Европа от юго-восточной Франции (департамент Юра) на восток до Словакии, Румынии, Болгарии, северной и центральной Греции.
- P. m. restrictus (Hellmayr, 1900) — Японские острова.
- P. m. rhenanus (Kleinschmidt, 1900) — западная Европа (за исключением Великобритании) от северо-западной Франции на восток до западной Германии, северной Швейцарии, на юг до северной Италии.
- P. m. sachalinensis (Lönnberg, 1908) — Сахалин.
- P. m. salicarius (C. L. Brehm, 1831) — Европа от Германии и западной Польши на юг до северо-восточной Швейцарии и Австрии.
- P. m. songarus (Severtsov, 1873) — центральная Азия от юго-восточного Казахстана и Киргизии (центральный и восточный Тянь-Шань) на восток до северо-западного Китая (северо-западный Синьцзян). Выделяется как отдельный вид.
- P. m. uralensis (Grote[англ.], 1927) — юго-восток Европейской части России, Западная Сибирь до Енисея, северный Казахстан.
- P. m. stoetzneri (Kleinschmidt, 1921) — северо-восточный Китай (от юго-востока Внутренней Монголии и Шаньси на восток до провинций Хэбэй и Хэнань).

Международный союз орнитологов рассматривает в качестве отдельного вида Poecile weigoldicus (Kleinschmidt, 1921) — южный и центральный Китай (восточный Тибет, юго-восточный Цинхай, западный Сычуань и северо-западный Юньнань).